# Bath, New Brunswick
Bath este un sat situat pe râul Saint John, în comitatul Carleton, New Brunswick, Canada. Prin anul 2006 populația a fost de 592 loc. în 2008 avea 512 loc. Localitatea are o școală elementară și o școală medie. Bath, este locul de naștere al lui Buzz Hargrove, fostul președinte al copmpaniei Canadian Auto Workers.
Localitatea are un spital, Nord Carleton, care este închis din luna noiembrie a anului 2007. Există trei biserici în Bath, catolică, baptistă și una de confesiune creștină penticostală.